# Condado de Love
O Condado de Love é um dos 77 condados do estado americano do Oklahoma. A sede do condado é Marietta, que é também a sua maior cidade.
O condado tem uma área de 1378 km² (dos quais 43 km² estão cobertos por água), uma população de 8831 habitantes, e uma densidade populacional de 7 hab/km² (segundo o censo nacional de 2000). O condado foi fundado em 1907 e recebeu o seu nome em homenagem a Overton Love, juiz na Nação Chickasaw.